# Монте Сталонара (Рим)
Монте Сталонара је насеље у Италији у округу Рим, региону Лацио.
Према процени из 2011. у насељу је живело 437 становника. Насеље се налази на надморској висини од 43 м.